# Leo Carrillo
Leopoldo Antonio „Leo” Carrillo (ur. 6 sierpnia 1881 w Los Angeles, zm. 10 września 1961 w Santa Monica) – amerykański aktor filmowy, telewizyjny. Posiada dwie gwiazdy na Hollywoodzkiej Alei Gwiazd. 

## Życiorys
Urodził się w Los Angeles w arystokratycznej rodzinie kalifornijskiej o długiej tradycji jako syn Franciski Roland i Juana José Carrillo, pierwszego burmistrza Santa Monica. Jego pradziadek był pierwszym tymczasowym gubernatorem Kalifornii. Jego rodzice chcieli, aby został księdzem, ale Carrillo zdecydował się na studia inżynierskie na Uniwersytecie Loyola. Jako utalentowany karykaturzysta, Carrillo zapewnił sobie pracę jako rysownik polityczny w „San Francisco Examiner”. 
Za namową współpracowników Carrillo rozpoczął wodewilową karierę. W 1915 zadebiutował na Broadwayu jako Sir Giovanni Gasolini w musicalu Mody i fantazje (Fads and Fancies). Później występował w przedstawieniach i produkcjach muzycznych. Po udziale w filmach krótkometrażowych - Na meczu w piłkę (At the Ball Game, 1927), Obcokrajowiec (The Foreigner, 1928) i Piekielna brama Soissons (Hellgate of Soissons, 1928), został obsadzany jako Antonio Camaradino w komedii Mister Antonio (1929). W Hollywood wystąpił w ponad 90 filmach, w tym jako Pablo Braganza w komedii Roubena Mamouliana The Gay Desperado (1936), w których zwykle grał role drugoplanowe lub postacie charakterystyczne. Od 5 września 1950 do 22 marca 1956 występował w serialu westernie The Cisco Kid jako Pancho - wesoły pomocnik tytułowego bohatera (Duncan Renaldo).

## Filmografia
- 1926: Obey the Law jako Tony Pasqual
- 1932: Men Are Such Fools jako Tony Mello
- 1934: Wielki gracz
- 1934: Viva Villa!
- 1935: In Caliente jako Jose Gomez
- 1938: Dziewczyna ze Złotego Zachodu jako Mosquito
- 1942: Escape from Hong Kong jako Pancho
- 1947: Uciekinier jako Szef policji
- 1949: The Gay Amigo jako Pancho